# Murderbot : Journal d'un AssaSynth
Production
Diffusion
Murderbot : Journal d'un AssaSynth (Murderbot) est une mini-série télévisée américaine créée par Paul Weitz et Chris Weitz.  Il s'agit d'une adaptation de la série de romans Journal d'un AssaSynth (The Murderbot Diaries) de Martha Wells.
Elle est diffusée entre le 16 mai et le 11 juillet 2025 sur Apple TV+.

## Synopsis
Un cyborg de sécurité — en partie biologique et se faisant appeler en privé Murderbot — doit cacher sa capacité à penser librement, tout en accomplissant des missions dangereuses. À la fois attiré par les Humains, Murderbot n'en est pas moins consterné par leur faiblesse.

## Distribution

### Acteurs principaux
- Alexander Skarsgård (VF : Nessym Guetat) : Murderbot
- Noma Dumezweni (VF : Virginie Emane) : Mensah
- David Dastmalchian (VF : Sébastien Desjours) : Gurathin
- Sabrina Wu (en) (VF : Emmylou Homs) : Pin-Lee
- Akshay Khanna (VF : Alexis Tomassian) : Ratthi
- Tamara Podemski (en) (VF : Nathalie Homs) : Dr Bharadwaj
- Tattiawna Jones (en) (VF : Marie Diot) : Dr Arada

### Acteurs récurrents et invités
- Clark Gregg (VF : Jean-François Aupied) : le lieutenant
- John Cho (VF : Yoann Sover) : le capitaine
- DeWanda Wise (VF : Emilie Hamm) : une membre de l'unité de navigation
- Jack McBrayer (VF : Bastien Bourlé) : l'officier de la navigation
- Anna Konkle (en) (VF : Audrey Sourdive) : Leebeebee
- Amanda Brugel (VF : Olivia Luccioni) : la cheffe de GrayCris
- David Reale (VF : Raphaël Cohen) : un membre de l'équipe de GrayCris

 Source et légende : version française (VF) sur RS Doublage

## Production

### Genèse et développement
En 2021, l'auteure Martha Wells révèle qu'une série télévisée adaptée de sa série de romans Journal d'un AssaSynth est en développement. Après avoir lu le scénario, elle se déclare « vraiment excitée à ce sujet. » Le projet est ensuite officiellement lancé par Apple TV+ en 2022, mais est repoussé en raison de la grève SAG-AFTRA 2023.
En décembre 2023, Alexander Skarsgård est annoncé comme acteur principal et également comme producteur. En février 2024, David Dastmalchian et Noma Dumezweni rejoignent également la distribution,. Le mois suivant, c'est au tour de Sabrina Wu (en), Tattiawna Jones (en), Akshay Khanna et  Tamara Podemski (en) de rejoindre la série.
En juillet 2025, Apple TV+ annonce le renouvellement pour une deuxième saison.

### Tournage
Le tournage débute le 24 mars 2024 à Toronto.

## Épisodes

### Première saison (2025)
La première saison est constituée de dix épisodes et diffusée à partir du 16 mai 2025.
1. LibrÉchange (FreeCommerce)
2. Contact visuel (Eye Contact)
3. Évaluation des risques (Risk Assessment)
4. Protocole de vitesse d'évasion (Escape Velocity Protocol)
5. Tribulations d'un robot mitrailleur (Rogue War Tracker Infinite)
6. Flux de commande (Command Feed)
7. Espèces complémentaires (Complementary Species)
8. Objet étranger (Foreign Object)
9. Défaillances systèmes (All Systems Red)
10. Le périmètre (The Perimeter)

## Diffusion et accueil
Les deux premiers épisodes sont disponibles sur Apple TV+ le 16 mai 2025. Un épisode est ensuite diffusé chaque vendredi, jusqu'au 11 juillet 2025,. La première saison est constituée de 10 épisodes.
Sur le site d'agrégation de critiques Rotten Tomatoes, la première saison film obtient 98% d'avis favorables, pour 54 critiques. Le consensus suivant résumé les avis collectés : « L'humour superbement sec d'Alexander Skarsgård apporte beaucoup de cœur à Murderbot, créant une saga de science-fiction rafraîchissante et enjouée sur le fait de sortir enfin de sa coquille. » Sur le site Metacritic, qui utilise une moyenne pondérée, la première saison obtient la note de 71⁄100 pour 28 critiques.